# 하상도
하상도(河相道, 1972년 6월 7일 ~ )는 전 KBO 리그 야구 선수의 외야수이다.

## 출신학교
- 1988년 ~ 1991년 : 부산고등학교
- 1991년 ~ 1995년 : 동아대학교 (1991학번)